# Erick Mombaerts

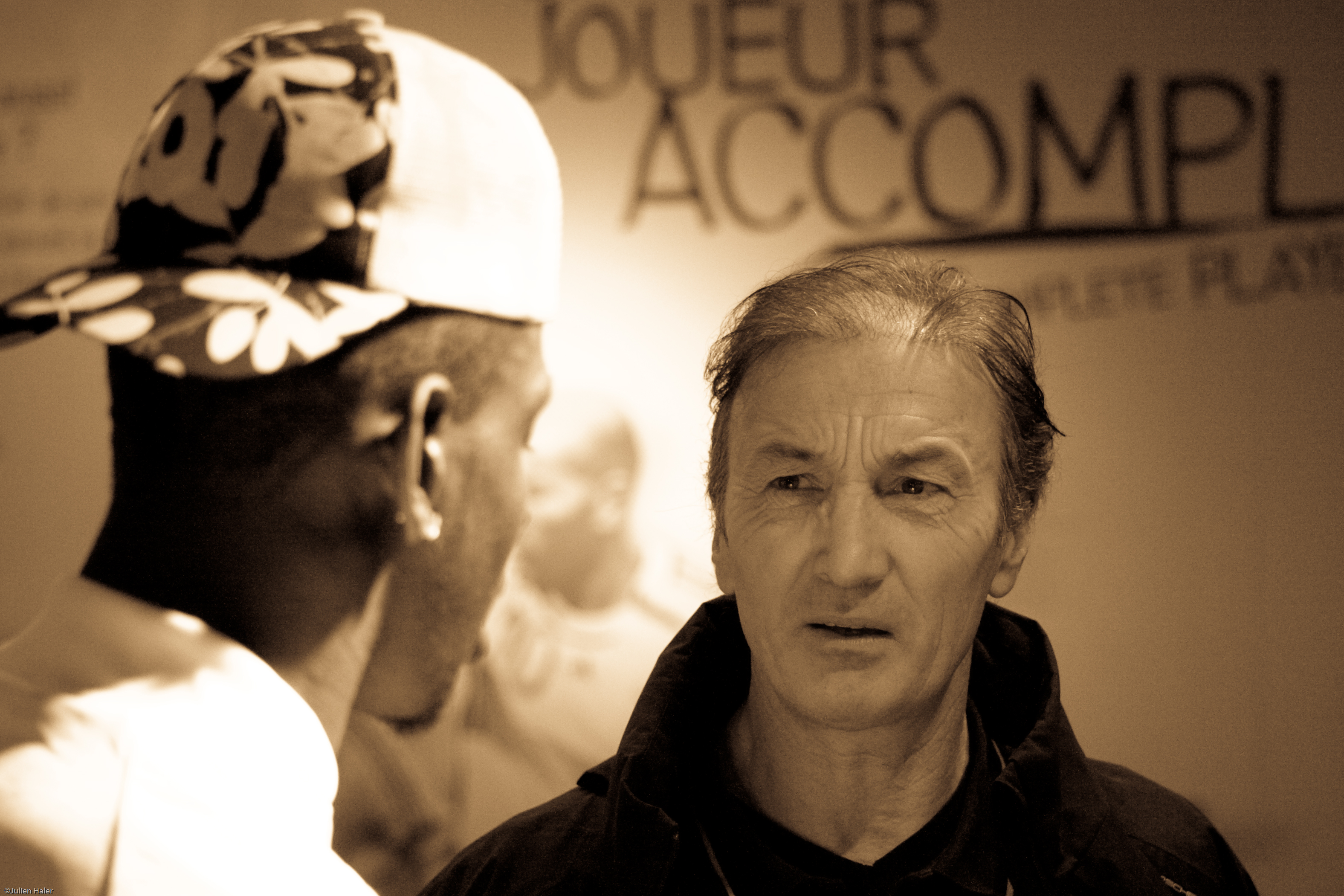
Foto uit 2014

Erick Mombaerts (Chantecoq, 21 april 1955) is sinds 2008 trainer van de Franse nationale ploeg voor spelers onder 21 jaar.  In zijn eerste seizoen bij Toulouse, 2003/2004, werd Mombaerts 16e met de ploeg die het jaar ervoor kampioen werd van de Ligue 2. In het seizoen 2004/2005 bracht Mombaerts zijn ploeg tot de 13e plaats in de hoogste Franse competitie.